# أطفال الكهف (مسلسل تلفزيوني)
أطفال الكهف أو كيف كيدز (بالإنجليزية: Cave Kids) هو مسلسل رسوم متحركة تلفزيوني أمريكي من إنتاج هانا-باربيرا للإنتاج، وعرض ثانوي لفلينستون. تم بث البرنامج على كرتون نتورك كجزء من مجموعة البرمجة التعليمية من 21 سبتمبر إلى 9 نوفمبر 1996.
تم نشر كيف كيدز سابقًا بواسطة غولدن بريس، سواء على شكل كتب ليتل جولدن بوكس في عام 1963، وأيضًا كمسلسل كاريكاتير مفتاح الذهب يمتد لـ 16 إصدار من 1963 حتى 1967.